# Nikola Wielowska
Nikola Wielowska (Nowogard, 4 de diciembre de 2002) es una deportista polaca que compite en ciclismo en la modalidad de pista. Ganó una medalla de bronce en el Campeonato Europeo de Ciclismo en Pista de 2022, en la prueba de scratch.

## Medallero internacional
| Campeonato Europeo | Campeonato Europeo | Campeonato Europeo | Campeonato Europeo |
| Año                | Lugar              | Medalla            | Competición        |
| ------------------ | ------------------ | ------------------ | ------------------ |
| 2022               | Múnich ( Alemania) | Medalla de bronce  | Scratch            |